# جيم فانينج
جيم فانينج (بالإنجليزية: Jim Fanning)‏ هو لاعب كرة قاعدة أمريكي، ولد في 14 سبتمبر 1927 في شيكاغو في الولايات المتحدة، وتوفي في 25 أبريل 2015 في لندن في كندا.

## وصلات خارجية
- جيم فانينج على موقعبيزبول رفرنس.كوم (الدوري الرئيسي) (الإنجليزية)
- جيم فانينج على موقع جمعية أبحاث البيسبول الأمريكية (الإنجليزية)